# 崔倍榮
崔倍榮（： Choi Bae Young，1990年1月22日—），韓國女演員。

## 演出作品

### 電視劇
- 2013年：Naver 網絡劇 《吃貨女子》飾演 兼職生
- 2014年：Naver 網絡劇 《出眾的女子》飾演 倍榮
- 2015年：TV朝鮮／TVN 獨幕劇 《偉大的故事 - 金姐妹》飾演 愛子
- 2015年：Naver 網絡劇 《不要停》飾演 妍熙
- 2015年：Naver 網絡劇 《檢察官愛麗絲》飾演 南嬪娜
- 2015年：Naver 網絡劇 《72秒TV兩個女人 (DEUX YEOZA)》飾演 酒醉的朋友
- 2015年：Coconet 網絡劇 《一場春夢》飾演 友琳
- 2016年：EBS第1频道特別拍攝 《梦想三国》飾演 公孙瓒
- 2016年：JTBC 金土劇 《青春時代 (韓國電視劇)》飾演 宋景雅
- 2017年：JTBC 金土劇 《青春時代2》飾演 宋景雅
- 2017年：TVN 月火劇 《Argon (電視劇)》飾演 韓秀英
- 2018年：SBS TV 特輯電視劇 《死的讚美》飾演 尹心悳的日本朋友
- 2019年：MBC TV 水木劇 《The Banker (電視劇)》飾演 申素英
- 2020年：KBS第2频道 水木劇 《快過來》飾演 李縷菲
- 2020年：MBC TV 金曜劇 《SF8 - 潔白的烏鴉》飾演 娜利
- 2020年：olleh TV（朝鲜语：올레 TV） · TV朝鮮 土日劇 《學校奇譚 - 不來的孩子》飾演 彩瑛

### 電影
- 2008年：《拉迪奥·戴斯（朝鲜语：라듸오 데이즈）》飾演 聽眾3
- 2008年：《考試：血的期中考試（朝鲜语：고사: 피의 중간고사）》飾演 朴賢景
- 2012年：《Nowhere boy》飾演 珠恩
- 2012年：《可愛也無法阻擋》飾演 宋銀嬌
- 2014年：《慶州（朝鲜语：경주 (영화)）》飾演 年輕的算命人/女高中生
- 2014年：《寂靜的大海》飾演 元景
- 2014年：《容順，第十八個夏天》飾演 容順
- 2015年：《世熙》飾演 允熙
- 2016年：《爺爺（朝鲜语：그랜드파더）》飾演 穿喪服的女子
- 2017年：《手的重量》飾演 素美
- 2018年：《季節和季節之間》
- 2020年：《Killing Diva》飾演 秀景
- 2020年：《合奏（朝鲜语：앙상블 (영화)）》飾演 韓周英

## 代言作品
- 2016年：A'PIEU

## 外部連結
- 崔倍榮的Facebook專頁
- 崔倍榮的Instagram帳戶
- 崔倍榮的新浪微博
- 崔倍榮在豆瓣上的资料（简体中文）
- YouTube上的崔倍榮頻道
- 崔倍榮在NAVER上的资料